# Гумниште (Вучитрн)
Гумниште (алб. Gumnishtë) је насеље у општини Вучитрн на Косову и Метохији. Према попису становништва на Косову 2011. године, село је имало 65 становника, већину становништва чине албанци.

## Географија
Село је на падини Копаоника источно од врха Духовца (1364 м). Разбијеног је типа. Дели се на четири махале чији су називи по родовима који у њима живе. Само је најјужнија и најнижа махала (махала Исеновића) на окупу, иначе су куће у другим махалама раштркане. Удаљења између махала износе 1-1,5 км.

## Порекло становништва по родовима
У селу сад живе само Арбанаси који не знају јесу ли им преци затекли село.
Родови
- Зековић (7 к.), – Смаиловић (4 к.), – Меметовић (9 к.) и – Исеновић (15 к.), сви од фиса Шаље. Сви су досељени почетком 19. века из Шаље у Скадарској Малесији, из братства Маљета, само не као блиски сродници. Предак Зековића (Зека) прво је „пао“ у Скровну, па одатле изишао у Гумниште и заселио се у месту које се тада звало Појило. Брат Зекин је из Гумништа прешао у Качандол (Копаоничка Шаља). Појасеви Зековића у 1933. су од досељења били: Зека, Кадри, Ајзер, Браим (70 год.).

## Демографија
| Демографија | Демографија | Демографија |
| Година      | Становника  | Становника  |
| ----------- | ----------- | ----------- |
| 1948.       | 362         |             |
| 1953.       | 408         |             |
| 1961.       | 487         |             |
| 1971.       | 467         |             |
| 1981.       | 300         |             |
| 1991.       | 364         |             |
| 2011.       | 65          |             |